# Dardo (cacciatorpediniere 1932)
Il Dardo è stato un cacciatorpediniere della Regia Marina italiana. Operò principalmente durante la seconda guerra mondiale in attività di scorta ai convogli, e fu autoaffondato dai tedeschi che lo avevano catturato e reimpiegato dopo l'8 settembre 1943.

## Storia
Nel 1936-1938 partecipò alla guerra civile spagnola.
All'ingresso dell'Italia nella seconda guerra mondiale era inquadrato nella VII Squadriglia cacciatorpediniere, insieme ai gemelli Freccia, Saetta e Strale.
Il 7 luglio 1940, alle 14.10 salpò da Taranto insieme ai gemelli, alle corazzate Giulio Cesare e Conte di Cavour ed alla VIII Squadriglia Cacciatorpediniere (Folgore, Fulmine, Lampo e Baleno) in appoggio ad un convoglio per la Libia (trasporti truppe Esperia e Calitea, motonavi Marco Foscarini, Francesco Barbaro e Vettor Pisani, scortate dalle torpediniere Orsa, Procione, Orione, Pegaso, Abba e Pilo); ebbe però delle avarie meccaniche.
Tale formazione si unì poi alla I e II Squadra Navale, partecipando alla battaglia di Punta Stilo del 9 luglio.
Il 27 novembre, salpato da Napoli insieme alle corazzate Giulio Cesare e Vittorio Veneto, ai gemelli Freccia e Saetta ed alla XIII Squadriglia Cacciatorpediniere (Granatiere, Fuciliere, Bersagliere, Alpino) prese parte all'inconclusiva battaglia di Capo Teulada.
Ad inizio 1941 subì alcuni lavori che comportarono la sostituzione degli impianti binati Breda Mod. 31 da 13,2 mm in plancia con due mitragliere singole Breda 20/65 Mod. 1935 e quella dei due pezzi illuminanti da 120 con altrettanti impianti binati da 20 mm.
Il 28 marzo scortò, unitamente ai cacciatorpediniere Folgore e Strale, un convoglio da Napoli per Tripoli formato dai trasporti Galilea, Heraklea, Ruhr, Samos ed Adana: le navi subirono un attacco da parte del sommergibile britannico Utmost, che affondò l’Heraklea e danneggiò la Ruhr. Il Dardo fornì assistenza alla Ruhr e la rimorchiò a Trapani assistito dalle torpediniere Circe, Sagittario ed Alcione e da due MAS, mentre il resto del convoglio giunse a Tripoli il 30.
Il 9 aprile salpò da Napoli per scortare a Tripoli, insieme alle torpediniere Clio, Cosenz e Papa, le motonavi Andrea Gritti, Sebastiano Venier, Rialto, Birmania e Barbarigo; il convoglio giunse a Tripoli senza problemi il giorno 11.
Il 12 aprile scortò, unitamente ai cacciatorpediniere Vivaldi, da Noli e Malocello (scorta poi rinforzata con l'invio, da Tripoli, delle torpediniere Circe e Montanari) un convoglio composto dai piroscafi Galilea, Marburg, Ankara, Reichenfels e Kybfels (da Malta furono fatti uscire i cacciatorpediniere Jervis, Janus, Nubian e Mohawk per intercettare il convoglio, ma non vi riuscirono).
Il 16 aprile partecipò alle operazioni di soccorso dei superstiti del convoglio «Tarigo», distrutto la notte precedente da cacciatorpediniere inglesi.
L'11 maggio scortò un convoglio composto dai mercantili Preussen, Wachtfels, Ernesto, Tembien, Giulia e Col di Lana insieme ai cacciatorpediniere Aviere, Geniere, Grecale, Scirocco e Camicia Nera: partite da Napoli, le navi arrivarono a Tripoli il 14.
Il 3 giugno fece parte della scorta del convoglio «Aquitania»: lo formavano i mercantili Aquitania, Caffaro, Nirvo, Montello, Beatrice Costa e la nave cisterna Pozarica, in rotta Napoli-Tripoli con la scorta, oltre che del Dardo, dei cacciatorpediniere Aviere, Geniere e Camicia Nera e della torpediniera Missori; il 4 giugno, mentre le navi si trovavano ad una ventina di miglia dalle isole Kerkenna, furono attaccate da aerei che colpirono il Montello, che esplose senza lasciare superstiti, e la Beatrice Costa, che, irrimediabilmente danneggiata, dovette essere abbandonata ed affondata dal Camicia Nera.
Il 17 agosto appartenne, insieme ai cacciatorpediniere Freccia ed Euro ed alle torpediniere Procione, Pegaso e Sirtori, alla scorta di un convoglio composto dai trasporti Maddalena Odero, Nicolò Odero, Caffaro, Giulia, Marin Sanudo e Minatitlan; il sommergibile olandese O 23 silurò il Maddalena Odero che fu poi finito da aerei il 18, mentre rientrava a Lampedusa sotto la scorta delle torpediniere Pegaso e Sirtori, mentre le altre unità arrivarono a Tripoli il 19.
Il 1º settembre partì da Napoli di scorta, insieme ai cacciatorpediniere da Recco, Folgore e Strale, alle motonavi Andrea Gritti, Rialto, Vettor Pisani, Sebastiano Venier e Francesco Barbaro; il 3 il convoglio fu assalito da aerei e l'Andrea Gritti, incendiata, saltò in aria con la morte di 347 uomini, mentre la Francesco Barbaro, danneggiata, dovette essere rimorchiata a Messina dal Dardo con l'assistenza dei cacciatorpediniere Ascari e Lanciere; le altre unità del convoglio giunsero a Tripoli il giorno seguente.

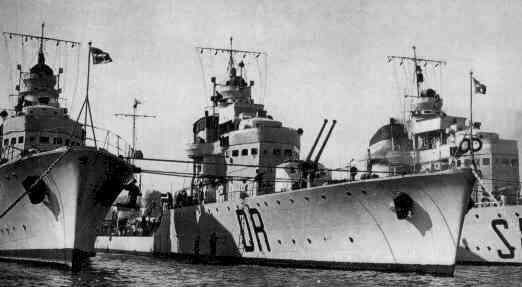
Il Dardo ormeggiato tra i gemelli Saetta e Strale

Verso fine anno fu alleggerito della zavorra e scaricato per essere sottoposto a dei lavori di manutenzione ed ammodernamento; il 23 settembre 1941, tuttavia, mentre veniva trainato in bacino a Palermo, sbandò per via della mancanza di pesi (le unità di questa classe avevano gravi problemi di stabilità), si capovolse ed affondò nel porto. Nell'incidente trovarono la morte 40 uomini.
Recuperato nel febbraio 1942, fu rimorchiato a Genova, immesso in bacino e riparato, con lavori che si protrassero sino al giugno 1943 e comportarono, oltre alle riparazioni, la sostituzione del complesso lanciasiluri poppiero con 2 mitragliere da 37 mm e l'imbarco di 3 mitragliere singole da 20 mm e soprattutto di un radar di produzione italiana, l'EC3/ter «Gufo».
In luglio, tuttavia, il Dardo fu danneggiato dallo scoppio di una turbina.
Fu fermato per nuovi lavori, che all'annuncio dell'armistizio non erano ancora terminati; il 9 settembre 1943, non essendo in grado di muovere, fu catturato dai tedeschi.
Il Dardo aveva effettuato complessivamente 89 missioni di guerra (7 con le forze navali, 6 di caccia antisommergibile, una di trasporto, 27 di scorta convogli, 12 addestrative e 31 di trasferimento o di altro tipo), percorrendo 33.952 miglia e trascorrendo 748 giorni ai lavori.
Ridenominato TA 31 ed incorporato nella Kriegsmarine tra le Torpedoboote Ausland, poté tornare in efficienza solo il 17 giugno 1944. Durante i lavori di ripristino una delle mitragliere da 20 fu rimpiazzata da una da 37.
Impiegato in vari usi, partecipò ad un'azione di guerra nelle acque di Bocca di Serchio, dopo di che, essendo ormai logorato dal lungo servizio e soggetto a continui guasti, fu disarmato nell'ottobre 1944.
Il 25 ottobre fu colpito e gravemente danneggiato (i danni non furono mai riparati) durante un bombardamento aereo su Genova.
Il 24 aprile 1945 fu autoaffondato a Genova dai tedeschi in ritirata; il relitto venne trovato con la poppa sommersa e la parte prodiera, emergente, sbandata sul lato destro.

### Comandanti
Capitano di corvetta Bruno Salvatori (nato a Serravezza il 6 aprile 1904) (10 giugno 1940 - 13 luglio 1941)
Capitano di corvetta Ferdinando Corsi (nato a Castellammare di Stabia il 24 ottobre 1907) (14 luglio - 23 settembre 1941)
Capitano di corvetta Angelo Biancheri (nato a Genova il 21 gennaio 1908) (15 giugno - 9 settembre 1943)